# Generalfeldmarschall

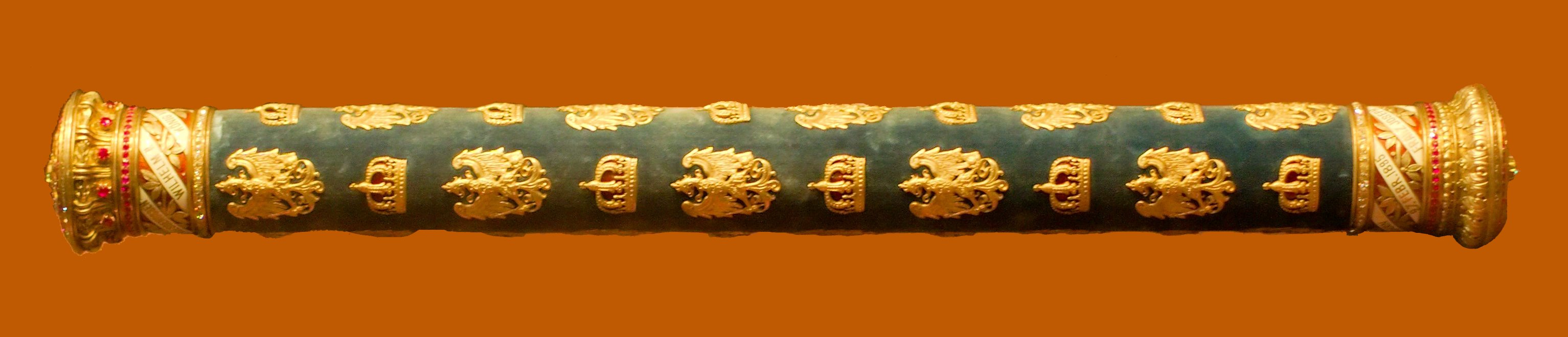
Preußischer Marschallstab, verliehen an Kaiser Franz Joseph I. von Österreich 1895

Als Generalfeldmarschall (GenFm), Schreibweise auch General-Feldmarschall, oder kurz Feldmarschall (von althochdeutsch marahscalc, „Marschall, Stallmeister, Pferdeknecht“) wurden seit der frühen Neuzeit in vielen Armeen Europas zunächst nur Inhaber unterer oder mittlerer Generalsränge, später die höchsten Militärs bezeichnet.

## Historische Entwicklung

### Feldmarschall
Der Feldmarschall war im 16. Jahrhundert der Führer der Reiterei. In Schweden, der im 17. und frühen 18. Jahrhundert vermutlich bestorganisierten Militärmacht Europas, wurde der Rang eines Fältmarskalk bereits seit Mitte des 16. Jahrhunderts vergeben. Über ihm stand seit 1607 in Krisenzeiten ein Reichsmarschall (Riksmarskalk) als Oberbefehlshaber des Heeres. Im Dreißigjährigen Krieg etablierte sich der Feldmarschall in vielen Staaten als ein Generalsrang der unteren bis mittleren Ebene.
In Frankreich stellte der Maréchal de camp, bis zur Französischen Revolution, den niedersten Generalsrang dar: Er kommandierte Truppenkontingente unterhalb der Armee und war Vorgesetzter der Brigadiers des armées du roi – einer 1657 (Kavallerie) bzw. 1668 (Infanterie) geschaffenen Dienststellung für erfahrene Obristen und Obristleutnante. Den höchsten militärischen Dienstgrad nahm hingegen der Maréchal de France ein (vor dem Lieutenant géneral des armées du roi und dem Maréchal de camp), seit die Ämter des Connétables (1624/27) und des Seneschalls (1191) abgeschafft worden waren. Um die untereinander herrschenden Rang- und Kompetenzstreitigkeiten der Marschälle von Frankreich zu regulieren, wurde ihnen zeitweise ein Maréchal général des camps et armées du roi vorgesetzt, der bis zur Abschaffung des Connétables auch als dessen Stellvertreter fungierte. Das Amt des Maréchal général wurde zwischen 1594 und 1847 jedoch nur siebenmal vergeben.
In den Heeresaufgeboten des Heiligen Römischen Reiches befehligte der Feldmarschall Truppenkontingente bis zur Größe einer Armee. Ihm waren die Generalwachtmeister, die Feldmarschallleutnante und die Feldzeugmeister bzw. die Generale der Kavallerie untergeordnet (siehe frühmoderne Rangpyramide der Generale). In größeren Territorialstaaten des Reichs (etwa in Bayern) präsidierte ihm der Generalleutnant als militärische Oberbefehlshaber.

### Generalfeldmarschall
Dieser Titel bezeichnete die nächsthöhere militärische Führungsinstanz des jeweiligen Reichskreises (nicht zu verwechseln mit dem Kreismarschall): Er rangierte über den Feldmarschällen und Generalleutnanten seines Reichskreises. Der Generalleutnant des jeweils größten Territorialstaates bzw. der größten Militärmacht eines Reichskreises führte das Amt nicht selten in Personalunion.
Eine weitere Führungsebene bildeten seit 1664 bis zur Auflösung des Heiligen Römischen Reiches 1806 die beiden Reichs-General-Feldmarschälle, als Oberbefehlshaber der aus allen Kreisaufgeboten zu bildenden Reichsarmee. Über die Ernennung entschieden Kaiser und Reichstag gemeinsam. Aus Gründen des religiösen Proporzes wurde stets zwei Reichsgeneralfeldmarschälle berufen, je einer aus den Reihen der katholischen und einer der evangelischen Reichsstände.
Erst um die Wende zum 18. Jahrhundert kehrte sich das Verhältnis um, so dass der (General-)Feldmarschall allmählich an die Spitze der Generalität rückte, während die neu geschaffenen Generale der Truppengattungen und nun auch die Generalleutnante hinter ihm rangierten. Damit folgte die Entwicklung dem schwedisch-französischen Vorbild. In der britischen Armee wurde der Dienstgrad Field marshal dagegen erst 1736, und damit vergleichsweise spät, eingeführt.
Brandenburg-Preußen führte als zunächst einziges Land den Titel eines Generalfeldmarschalls ein, ohne dass die Armee ansonsten über weitere, rangniedere Feldmarschälle verfügt hätte. Diesem Beispiel folgte dann auch die zaristisch-russische Armee. Ab 1871 wurde die Bezeichnung Generalfeldmarschall, für die höchsten Militärs, in allen Teilstaaten des Deutschen Reichs verbindlich.

## Entwicklung in deutschsprachigen Streitkräften

### Mittelalter bis 16. Jahrhundert
Aus dem ursprünglichen Hofamt eines Stallmeisters entwickelte sich im Mittelalter die Position des Oberbefehlshabers der Reiterei. Im 16. Jahrhundert war der Feldmarschall normalerweise der Befehlshaber der Kavallerie und der stellvertretende Oberbefehlshaber mit richterlichen Vollmachten.
Im Heiligen Römischen Reich konnte ein Reichsgeneralfeldmarschall nur vom Kaiser und den Reichsständen im Reichstag gemeinsam ernannt werden. Entsprechend musste der Ernannte vor dem Kaiser und dem Reichstag seinen Eid ablegen.

### 17. Jahrhundert
In der kaiserlichen Armee entwickelte sich der Feldmarschall zu Beginn des Dreißigjährigen Krieges und dem Anwachsen des Heeres unter Wallenstein als selbstständiger Führer von Armeen zum höchsten Generalsdienstgrad. Ihm vorgesetzt waren der Generalissimus als Oberbefehlshaber und der Generalleutnant als dessen Stellvertreter. Diese beiden Positionen waren eher Funktionen als Dienstränge und standen außerhalb der militärischen Hierarchie.
Der Marschallstab, mit den Hoheitszeichen des Landesherren geschmückt, und nur von diesem verliehen oder übersandt, machte den Marschall zum Teilhaber an der Macht des Landesherren.

### Preußen
Der Generalfeldmarschall war in der preußischen Armee ein Dienstgrad, der an Offiziere in der Regel nur für herausragende militärische Erfolge verliehen werden konnte. Generalfeldmarschall konnte werden, wer einen Feldzug erfolgreich geführt, eine Festung erstürmt oder eine bedeutende Schlacht gewonnen hatte.
In Friedenszeiten wurde er aber auch ehrenhalber an Fürsten befreundeter Staaten oder als „Charakter“ (also als Ehrenrang) an verdiente Generale zur Versetzung in den Ruhestand vergeben.
Mitglieder des Königshauses wurden traditionellerweise nicht zum Generalfeldmarschall befördert. 1854 wurde der Rang des Generalobersten geschaffen, um Prinz Wilhelm befördern zu können, ohne gegen diese Regel zu verstoßen. Ein Generalfeldmarschall führte auf seinen Epauletten bzw. Schulterstücken zwei gekreuzte goldene Marschallstäbe, ein bzw. Generaloberst bzw. Generalfeldzeugmeister mit dem Rang eines Generalfeldmarschalls ebenso, jedoch zusätzlich drei zur Pyramide angeordnete Sterne (1911 entfielen hier die Stäbe, dafür nun vier Sterne), einen charakterisierten Generalfeldmarschall kennzeichneten zwei Marschallstäbe und zwei goldene Sterne.
In der preußischen Armee – ebenso in der Wehrmacht – hatte ein Generalfeldmarschall Anspruch auf bestimmte Privilegien. Ein Feldmarschall schied nicht aus dem aktiven Dienst aus und wurde bis zum Tod als aktiver Soldat geführt und geehrt. In Preußen waren außerdem alle Feldmarschalle Mitglieder des Preußischen Staatsrates.

### Deutsches Reich, Weimarer Republik bis 1933
Mit Kronprinz Friedrich Wilhelm und Prinz Friedrich Karl wurden 1870 zum ersten Mal in der Geschichte preußische Prinzen zu Feldmarschällen ernannt.
In der Reichswehr gab es nach der Verordnung des Reichspräsidenten über das Rang- und Vorgesetztenverhältnis der Soldaten des Reichsheeres vom 10. Dezember 1920 als ranghöchste Generalsdienstgrade zunächst nur die Generalmajore, Generalleutnante sowie die Generale der Infanterie, Kavallerie und Artillerie. Erst in der neuerlichen Verordnung vom 13. November 1926 wurden die Dienstgrade des Generalobersten sowie des Generalfeldmarschalls wieder eingeführt. Zu Zeiten der Reichswehr wurde kein Offizier zum Generalfeldmarschall befördert.
Alle damals noch lebenden Generalfeldmarschalle der Königlich Preußischen Armee (Paul von Hindenburg, August von Mackensen) und der Königlich Bayerischen Armee (Kronprinz Rupprecht von Bayern und Prinz Leopold von Bayern) wurden weder in den Ranglisten noch Dienstalterslisten der Reichswehr geführt, Hindenburg wurde namentlich nur als Chef der Reichswehr verzeichnet.

### NS-Deutschland bis 1945

Kfz-Stander Generalfeldmarschall 1941–1945

1936 wurde in der Wehrmacht mit der Beförderung des Reichskriegsministers Generaloberst Werner von Blomberg der Dienstgrad Generalfeldmarschall wieder eingeführt.
Im Zug der Blomberg-Fritsch-Krise im Januar 1938 wurde Blomberg von Hermann Göring zum Rücktritt genötigt, offenbar in der Hoffnung, dessen Nachfolger als Oberbefehlshaber der Wehrmacht werden zu können. Hitler entließ Blomberg zwar, entschloss sich aber, den Oberbefehl über die Wehrmacht selbst zu übernehmen. Er beförderte am 4. Februar 1938 Göring zum Generalfeldmarschall. Göring war zunächst der einzige Träger dieses Dienstgrades und somit ranghöchster Offizier der Wehrmacht.
Während des Zweiten Weltkrieges ernannte Hitler nach Ende des Westfeldzuges am 19. Juli 1940 neun Generale des Heeres und drei der Luftwaffe zu Generalfeldmarschällen. Die Inhaber dieses Ranges hatten das Recht auf einen „direkten Vortrag beim Führer“. Für Göring, der seine Position des ranghöchsten Offiziers nicht durch die Ernennungen einbüßen sollte, schuf Hitler als nunmehr höchsten Offiziersdienstgrad der Wehrmacht den Reichsmarschall.
Im Jahr 1942 wurden drei weitere Generale zu Generalfeldmarschällen erhoben: Erwin Rommel für den Angriff auf Tobruk, Erich von Manstein nach der Eroberung von Sewastopol, sowie Georg von Küchler.
In den letzten Tagen der Schlacht von Stalingrad ernannte Hitler Ende Januar 1943 Friedrich Paulus, den Oberkommandierenden der eingeschlossenen 6. Armee, und anschließend dessen Vorgesetzten und zwei weitere Heeresgruppenkommandeure der Ostfront zu Generalfeldmarschällen. Nachdem Paulus sich, statt erwartungsgemäß kämpfend unterzugehen, der Roten Armee ergeben hatte, erklärte Hitler, im Heer keinen weiteren Generalfeldmarschall ernennen zu wollen. Dennoch folgte 1944 im Heer die Ernennung Walter Models und 1945 die Ferdinand Schörners.
Im April 1945 ernannte Hitler nach der Absetzung Görings Robert Ritter von Greim zum Generalfeldmarschall der Luftwaffe.
Bei der Kriegsmarine entsprach der Großadmiral dem Generalfeldmarschall.

### DDR bis 1990
Die Nationale Volksarmee kannte in Anlehnung an die Sowjetarmee von 1982 bis 1989 den Dienstgrad des Marschalls der DDR, der aber nie verliehen wurde.

### Bundesrepublik Deutschland
In der Bundeswehr gibt es die Ränge Generalfeldmarschall, Feldmarschall oder Marschall nicht.

## Feldmarschall in anderen Ländern

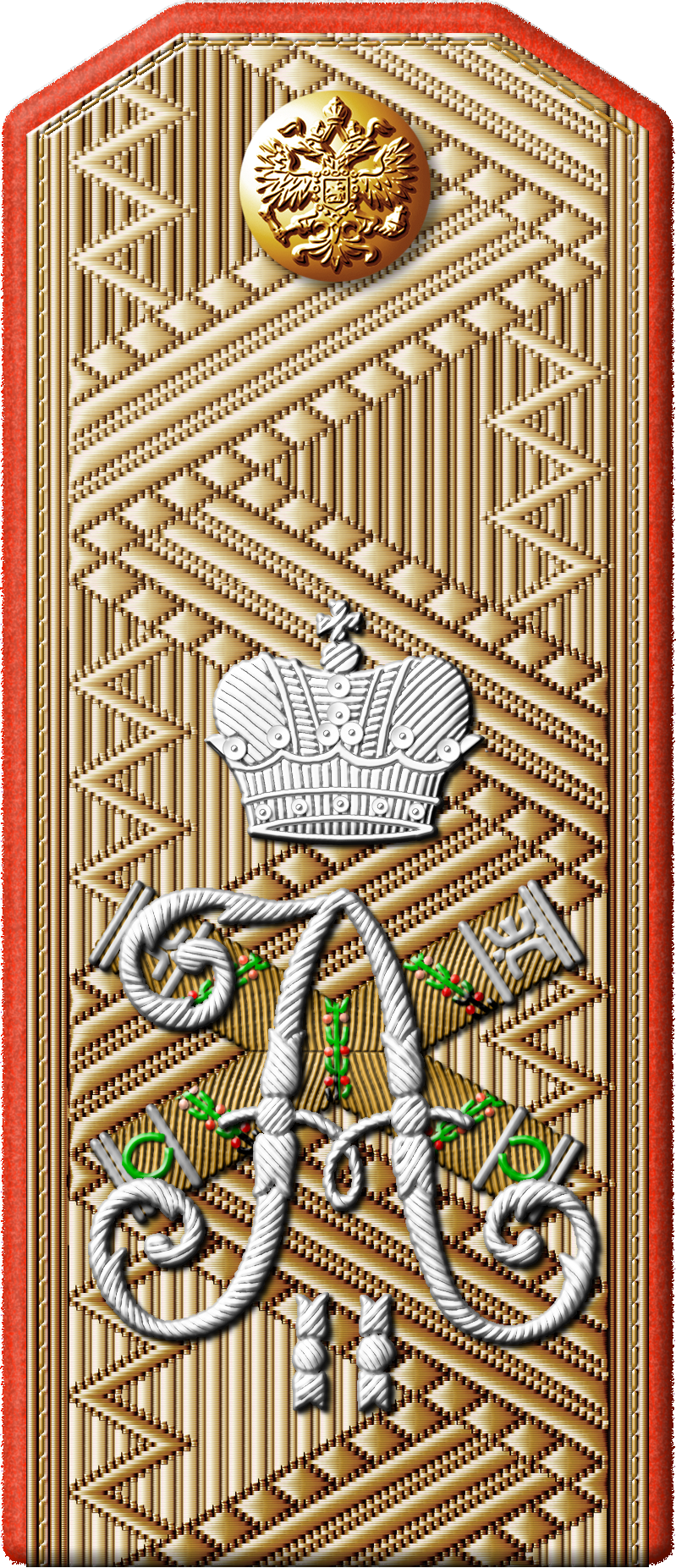
Achselstück General-
feldmarschall, Kaiserlich Russische Armee

### Finnland
Das Land führte 1933 den Rang eines Feldmarschalls (FI: Sotamarsalkka / SV: Fältmarskalk) ein. Einziger Inhaber dieses Ranges war Carl Gustaf Emil Mannerheim; 1942 wurde er zum FI: Suomen marsalkka / SV: Marskalk av Finland (Marschall von Finnland) erhoben, das entspricht dem Reichsmarschall.

### Frankreich

Schulter-
klappe
Marschall von Frankreich

Dem Feldmarschall entspricht der Maréchal de France (Marschall von Frankreich). Es ist allerdings kein Dienstgrad, sondern nur eine ehrenhalber verliehene Dienststellung. Er wird daher nicht befördert, sondern ernannt. Eine annähernd große Machtfülle besaß zur Zeit des Ancien Régime der Maréchal général des camps et armées du roi (wörtlich etwa „Generalfeldmarschall des Königs“); zur Ernennung in diese Stellung kam es jedoch nur sporadisch. In der Vierten Republik (1947–1958) wurden noch drei Marschälle ernannt. Nach dem Tod des letzten Marschalls von Frankreich Alphonse Juin 1967 wurde der Titel nicht mehr verliehen.
Daneben existierte bis 1791 der Rang eines Maréchal de camp (wörtlich „Feldmarschall“). Dieser war lediglich Brigadekommandant und dem Brigadier des armées du roi vorgesetzt; beide Ränge verschwanden 1793 und gingen in dem neuen Dienstgrad des Brigadegenerals (général de brigade) auf.
Der Mestre de camp (wörtlich „Feldmeister“) bezeichnete dagegen einen Regimentskommandanten, insbesondere bei der Kavallerie. Ihm entsprach der Colonel (Oberst).
Ein bloßer Unteroffiziersdienstgrad ist heute der Maréchal des Logis bei motorisierten Einheiten und der Gendarmerie. Er ist ranggleich mit dem Sergent.

### Italien
1924 wurde der Marschall von Italien (Maresciallo d'Italia) als höchster Generalsrang eingeführt. Insgesamt wurden dreizehn Generale des Heeres und ein General der Luftwaffe zu Marschällen ernannt. Mit dem Ende der Monarchie 1947 wurde der Rang abgeschafft.
Maresciallo ist hingegen ein Unteroffiziersdienstgrad der Carabinieri und Guardia di Finanza.

### Rumänien
Der einzige aktive Marschall Rumäniens war Ion Antonescu. Den gleichnamigen Ehrentitel hatten, neben den rumänischen Königen seit Ferdinand I., unter anderem Constantin Prezan und Alexandru Averescu inne.
Heute wird durch das Gesetz Nr. 80 vom 11. Juli 1995 die Ernennung betreff des Standes der militärischen Kader dahingehend geregelt, dass vorgesehen ist, den Rang eines Feldmarschalls beziehungsweise eines Admirals nur für besondere Leistungen im Kriegsfall vergeben werden dürfen, und zwar nur vom Präsidenten Rumäniens.

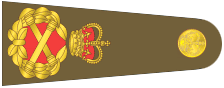
Schulterklappe eines Field Marshal

### Russland bis 1917
Der Generalfeldmarschall (russisch генерал-фельдмаршал) war seit der Regierung Peters des Großen vom Jahr 1700 an der höchste militärische Rang in Russland bis zur Februarrevolution 1917. In der allgemeinen Rangtabelle entsprach er der 1. Klasse, gleich dem General-Admiral in der Marine, dem Kanzler und dem Geheimen Rat der 1. Klasse im Staatsdienst. Den Titel Generalfeldmarschall verliehen die Zaren als besonderen Ehrenerweis auch an Zivilisten wie die ehemaligen Reichskanzler Golowin, Trubezkoi, Schuwalow, die dadurch ihre herausgehobene Stellung im Hofzeremoniell bewahren konnten, und ausländische hochverdiente Militärpersonen wie den Herzog von Wellington, Erzherzog Albrecht, Radetzky, Ferdinand I., Zar der Bulgaren, und den Älteren Moltke.

### Schweden
In Schweden wurde von 1561 bis 1824 der Feldmarschalltitel (fältmarskalk) als höchster militärischer Rang 83 mal verliehen.

### Spanien
Dem Feldmarschall entspricht der Capitán general Generalkapitän. Zurzeit hat als einziger der König diesen Rang inne. Während des Faschismus waren die Befehlshaber der Militärbezirke im Range eines Generalkapitäns, die neben militärischen auch politische und richterliche Funktionen ausübten. Im 17. und 18. Jahrhundert genossen die Generalkapitäne unumschränkte Vollmacht, als Generalissimus konnte er aus eigener Initiative Schlachten und Belagerungen befehlen. Seit 1630 rangierte der Gobernador de las Armas y Ejército (etwa „Heeres-Gouverneur“, d. h. Befehlshaber des Heeres) als sein Stellvertreter.
Mit dem Feldmarschall nicht zu verwechseln ist der Maestre de Campo (wörtlich Feldmeister). Zwischen 1534 und 1704 kommandierte er als Oberst die zeitgleich aufgestellten neuen Regimenter ( Terzios). Vorgesetzt war ihm seit 1540 der Maestre de campo general (Generaloberst), damals der zweithöchste Armeedienstgrad, mit dem  Teniente de Maestre de campo general (etwa „Generaloberst-Leutnant“, vergleiche Feldmarschallleutnant) als Stellvertreter.
Dem Maestre de Campo nachgeordnet war der Sargento Mayor (etwa Major / Oberstleutnant). Gegen 1640 bildete der Sargento General de Batalla (etwa „Generalwachtmeister der Schlacht“) eine weitere Stufe direkt oberhalb des Maestre de Campo.

### Vereinigtes Königreich
Der Rang Field Marshal wurde 1736 durch König Georg II., den zweiten König aus dem Haus Hannover, in Großbritannien als Äquivalent zum auf dem Kontinent üblichen Feldmarschall mit der Ernennung von zwei Generalen eingeführt.
Im 20. Jahrhundert ist der Chef des Generalstabes (früher Chief of the Imperial General Staff, heute Chief of the Defence Staff) regelmäßig ein Feldmarschall. Außerdem wurden einzelne Mitglieder der königlichen Familie in diesen Rang erhoben. Bei der Royal Navy entspricht der Admiral of the Fleet dem Field Marshal, bei der Royal Air Force der Marshal of the Royal Air Force. Lediglich die Royal Marines haben keinen entsprechenden Rang. Der Rang ist mit bestimmten Privilegien verbunden, unter anderem wird ein Field Marshal nicht pensioniert.
→ Siehe auch: Kategorie:Feldmarschall (Vereinigtes Königreich)
→ Siehe auch: Marschall von Großbritannien, Liste bekannter britischer Feldmarschalle

Schulterklappe eines General of the Army

### Vereinigte Staaten
Nach dem Ende des Ersten Weltkrieges wurde John J. Pershing als Einzigem der Rang eines General of the Armies of the United States verliehen. Er rangierte damit über den Vier-Sterne-Generalen der US Army, vergleichbar mit dem zeitgenössischen deutschen Generalfeldmarschall.
1944 wurde der General of the Army oder informell Fünf-Sterne-General als Äquivalent zum britischen Field Marshal und dem Marschall der Sowjetunion geschaffen und entspricht damit dem Fleet Admiral in der US Navy und dem 1947 geschaffenen Rang General of the Air Force in der US Air Force. Insgesamt erhielten fünf Offiziere diesen Dienstgrad; mit Omar N. Bradley verstarb 1981 der letzte Inhaber des Ranges. Seither wurde er nicht mehr verliehen.

### Libyen
Chalifa Haftar, der militärische Befehlshaber der in Tobruk residierenden libyschen Gegenregierung, wurde im September 2014 zum Feldmarschall ernannt.

## Liste von (General-)Feldmarschallen in deutschsprachigen Staaten
Die Sortierung richtet sich – soweit bekannt – nach der Reihenfolge der Ernennung.

### Reichsgeneralfeldmarschalle des Heiligen Römischen Reiches
1542 – Ritter Johann Hilchen von Lorch (1484–1548)
1557 – Adam von Trott († 1564)
Seit dem späten 17. Jahrhundert wurden vom Reichstag im Einvernehmen mit dem Kaiser stets zwei Reichsgeneralfeldmarschalle bestellt: je einer aus dem katholischen und einer aus dem evangelischen Lager.
1664 (evang.) – Fürst Georg Friedrich zu Waldeck (1620–1692)
1664 (kath.) – Markgraf Leopold Wilhelm von Baden-Baden (1626–1671)
1674 (evang.) – Markgraf Friedrich VI. von Baden-Durlach (1617–1677)
1702, 30. September (kath.) – Markgraf Ludwig Wilhelm von Baden-Baden (1655–1707), „Türkenlouis“
1707, 21. Februar (kath.) – Prinz Eugen von Savoyen (1663–1736)
1712, 9. September (evang.) – Herzog Eberhard Ludwig von Württemberg (1676–1733)
Nach dem Ableben von Herzog Eberhard Ludwig wurden kurzfristig neben Prinz Eugen drei weitere Reichsgeneralfeldmarschalle ernannt.
1734, 21. Mai (kath.) – Herzog Karl Alexander von Württemberg-Winnental (1684–1737)
1734, 21. Mai (evang.) – Herzog Ferdinand Albrecht II. von Braunschweig-Wolfenbüttel-Bevern (1680–1735)
1734, 21. Mai (evang.) – Fürst Leopold I. von Anhalt-Dessau (1676–1747)
1737 (kath.) – Herzog Franz Stephan von Lothringen (1708–1765), ab 1745 Kaiser Franz I.
1741 (kath.) – Prinz Joseph Friedrich von Sachsen-Hildburghausen (1702–1787)
1753 (evang.) – Prinz Ludwig Ernst von Braunschweig-Wolfenbüttel (1718–1788)
1756 (evang.) – Johann August von Sachsen-Gotha-Altenburg (1704–1767)
1760, 17. März (kath.) – Pfalzgraf Friedrich Michael von Zweibrücken-Birkenfeld (1724–1767)
1760 (evang.) – Markgraf Karl August von Baden-Durlach (1712–1786)
1767, 18. Dezember (kath.) – Herzog Albert Kasimir von Sachsen-Teschen (1738–1822)
1793, Frühjahr (evang.) – Prinz Friedrich Josias von Sachsen-Coburg-Saalfeld (1737–1815)
1796, 10. Februar (kath.) – Erzherzog Karl von Österreich-Teschen (1771–1847) – letzter Reichsgeneralfeldmarschall

### Kaiserliche Feldmarschalle 1618–1806
Die römisch-deutsche Kaiserwürde lag ab 1452, nur unterbrochen von der wittelsbachischen Zeit (1742–1745), beim österreichischen Haus Habsburg bzw. von 1745 bis 1806 Habsburg-Lothringen.
- 1618 – Johann T’Serclaes von Tilly (1559–1632), Feldherr der Katholischen Liga
- 1618 – Charles Bonaventure de Longueval, Comte de Bucquoy (1571–1621)
- 1621 – Tommaso Caracciolo, Conte di Roccarainola (1572–1631)
- 1625 – Ramboldo di Collalto (1579–1630) – Hofkriegsratspräsident 1624–1630
- 1626 – Baltasar von Marradas (1560–1638)
- 1627 – Heinrich Graf Schlick (Schlik zu Bassano und Weißkirchen) (1580–1650) – Hofkriegsratspräsident 1632–1650
- 1628 – Hans Georg von Arnim-Boitzenburg (Arnheim) (1583–1641) – teilweise in kursächsischen Diensten
- 1629 – Torquato Marchese Conti di Guadagnolo (1591–1636)
- 1629 – Johann Jakob Graf von Anholt und Bronckhorst (1582–1630)
- 1631 – Rudolf von Tiefenbach (Teuffenbach zu Mayerhofen) (1582–1653)
- 1631 – Gottfried Heinrich zu Pappenheim (1594–1632), Feldherr der Katholischen Liga
- 1632 – Hannibal von Schauenburg (Schaumburg) (1582–1634)
- 1632 – Wolfgang von Mansfeld (1575–1638)
- 1632 – Johann von Aldringen (1588–1634)
- 1632 – Matthias Gallas (1588–1647)
- 1632 – Heinrich von Holk (1599–1633)
- 1633 – Christian von Ilow (1585–1634)
- 1633 – Philipp von Mansfeld (1589–1657)
- 1634 – Rudolf Hieronymus Eusebius von Colloredo-Waldsee (1585–1657)
- 1634 – Ottavio Piccolomini d’Arragona, Herzog von Amalfi, (1599–1656)
- 1635 – Melchior Graf Hatzfeld von Gleichen (1593–1658)
- 1636 – Carl Herzog von Lothringen-d’Elboeuf (1596–1657)
- 1637 – Matthias von Toscana (1613–1667)
- 1638 – Maximilian Fürst zu Liechtenstein (1578–1645)
- 1638 – Friedrich Herzog von Savelli (1583–1649)
- 1639 – Gottfried Graf Huyn, Freiherr von Geleen Amstenraedt und Wachtendonck (1598–1657)
- 1639 – Francesco Carretto de Grana (1593–1651), Hofkriegsrat und Feldmarschall, durch einen Kopfhieb bei einem Turnier getötet[17]
- 1641 – Franz Albrecht Herzog zu Sachsen-Lauenburg (1598–1642)
- 1642 – Peter Melander Graf von Holzappel (1589–1648) – Peter Eppelmann, aus einfachsten Verhältnissen zum bedeutenden Feldherren aufgestiegen
- 1644 – Johann von Götzen (1599–1645)
- 1647 – Wenzel Eusebius von Lobkowicz, Fürst, Herzog von Sagan (1609–1677) – Hofkriegsratspräsident 1650–1666
- 1648 – Johannes Ernst Freiherr von Reuschenberg zu Setterich (1603–1660)
- 1648 – Hans Christoph III. von Puchheim (1605–1657)
- 1648 – James Graham, 1. Marquess of Montrose (1612–1650)
- 1649 – Alessandro Marchese del Borro (1600–1656)
- 1650 – Walter Graf Leslie (1607–1667) – Verschwörer gegen Wallenstein, später Vizepräsident des Hofkriegsrates
- 1653 – Alexander Graf von Velen (1599–1675)
- 1655 – Adam Forgach de Ghymes (1601–1681)
- 1658 – Raimondo Montecuccoli (1609–1680) – Sieger von St. Gotthard-Mogersdorf 1664, Hofkriegsratspräsident 1668–1680, bedeutender Militärtheoretiker und -schriftsteller
- 1658 – Don Hannibal Gonzaga (1602–1668) – Stadtkommandant von Wien („Gonzagagasse“), Hofkriegsratspräsident 1666–1668
- 1658 – Adrian von Enkevort (1603–1663)
- 1664 – Otto Christoph Freiherr von Sparr (1599–1668)
- 1664 – Jean-Louis Raduit de Souches (1608–1682)
- 1664 – Philipp Florinus von Pfalz-Sulzbach (1630–1703)
- 1664 – Leopold Wilhelm Markgraf von Baden (1626–1671), Reichsgeneralfeldmarschall
- 1667 – Paul I. Esterházy de Galantha (1635–1713), Oberbefehlshaber der Militärgrenze Südungarns und Palatin[18]
- 1672 – Alexander de Bournonville (1616–1690) – trat 1676 in spanische Dienste
- 1675 – Karl V. von Lothringen (1643–1690)
- 1676 – Johann Adolf Herzog zu Holstein (1634–1704)
- 1676 – Friedrich Markgraf von Baden-Durlach (1617–1677), Reichsgeneralfeldmarschall
- 1682 – Georg Friedrich Fürst zu Waldeck (1620–1692), Reichsgeneralfeldmarschall
- 1683 – Hermann Markgraf von Baden-Baden (1628–1691) – Hofkriegsratspräsident 1681–1691
- 1682 – Ernst Rüdiger von Starhemberg (1638–1701), Hofkriegsratspräsident 1692–1701
- 1683 – Kaspar Zdeněk Kaplíř von Sulevic (1611–1686), Vizepräsident des Hofkriegsrats
- 1683 – Julius Franz von Sachsen-Lauenburg (1641–1689)
- 1683 – Äneas Graf Caprara (1631–1701)
- 1683 – Jakob von Leslie († 1692)
- 1683 – Otto Heinrich Carretto di Grana e Savona (1629–1685)
- 1686 – Ludwig Wilhelm von Baden-Baden (1655–1707) – der Türkenlouis, Reichsgeneralfeldmarschall
- 1687 – Rudolf Rabatta zu Dornberg (1636–1688)
- 1687 – Karl Theodor Otto Fürst zu Salm, Wildgraf zu Daun und Kyrburg, Rheingraf zum Stein (1645–1710)
- 1688 – Johann Heinrich von Dünewald (1617–1691)
- 1688 – Antonio von Caraffa (1646–1693)
- 1688 – Charles Eugène de Croÿ (1651–1702)
- 1689 – Maximilian Lorenz von Starhemberg (1640–1689)
- 1689 – Heinrich Franz von Mansfeld, Fürst zu Fondi (1641–1715) – Hofkriegsratspräsident 1701–1703
- 1689 – Johann Karl Serényi (1640–1691)
- 1689 – Christian Ludwig von Waldeck (1635–1706)
- 1690 – Walrad Fürst zu Nassau (1635–1702)
- 1691 – Christian Ernst Markgraf zu Bayreuth-Brandenburg-Kulmbach (1644–1712)
- 1693 – Eugen von Savoyen (1663–1736) – Prinz Eugen, der edle Ritter, Reichsgeneralfeldmarschall, Hofkriegsratspräsident 1703–1736
- 1694 – Johann Karl von Pálffy (1645–1694)
- 1694 – Francis Taaffe, 3. Earl of Carlingford (1639–1704)
- 1694 – Ferdinand von Stadl (1643–1694)
- 1694 – Friedrich Carl Herzog von Württemberg (1652–1698)
- 1694 – Friedrich Ambros Veterani (1650–1695)
- 1694 – Wilhelm Johann Anton von und zu Daun (1621–1706)
- 1696 – Karl Philipp von Pfalz-Neuburg (1661–1742)
- 1696 – Hermann Otto Graf von Limburg-Styrum (1646–1704)
- 1696 – Leopold Philipp Reichsfürst von Montecuccoli (1662–1698)
- 1696 – Donat Johann Graf Heißler von Heitersheim (1648–1696)
- 1696 – Karl von Lothringen-Commercy (1661–1702)
- 1696 – Carlo di San Martino, Marchese di Parella († 1710)
- 1696 – Friedrich von Schleswig-Holstein-Wiesenburg (1651–1724)
- 1696 – Hans Carl Freiherr von Thüngen (1648–1709)
- 1697 – Franz Sigmund von Thun (1639–1702)
- 1697 – Maximilian Wilhelm von Braunschweig und Lüneburg (1666–1726)
- 1699 – Georg von Hessen-Darmstadt (1669–1705)
- 1701 – Ferdinand Degli Obizzi († 1710)
- 1701 – Don Cesare Angelo Marchese Del Vasto und Pescara, Fürst von Francavilla († 1701)
- 1704 – Ludwig Johann Bussy-Rabutin (1642–1717)
- 1704 – Sigbert von Heister (1646–1718)
- 1704 – Guido von Starhemberg (1657–1737)
- 1704 – Carl Thomas Vaudémont (Lothringen-Vaudémont) (1670–1704)
- 1704 – Johann Ernst Graf von Nassau-Weilburg (1664–1719)
- 1704 – Johann Franz von Gronsfeld (1640–1719)
- 1704 – Ludwig Herbeville (1635–1709)
- 1704 – Henri de Massue, Marquis de Ruvigny, Earl of Galway (1648–1720) – ein Franzose in britischen Diensten, alliierter Befehlshaber im Spanischen Erbfolgekrieg
- 1704 – Siegmund Joachim Graf Trauttmannsdorff (1636–1706)
- 1705 – Don Juan Tomaso Enriquez Cabrera von Riosecco (1652–1705) – Anhänger der Habsburger im Spanischen Erbfolgekrieg
- 1705 – Friedrich von Castell († 1718)
- 1706 – Jacques-Louis de Noyelles († 1708) – Franzose, trat im Spanischen Erbfolgekrieg aus niederländischen in kaiserliche Dienste
- 1707 – Leo Ulfeldt (auch Graf Uhlefeld) (1651–1716) – Sohn von Corfitz und Leonora Christina Ulfeldt, Feldherr im Spanischen Erbfolgekrieg
- 1707 – Leopold Graf Schlik zu Bassano und Weisskirchen (1663–1723)
- 1707 – Maximilian Wilhelm Prinz zu Braunschweig-Lüneburg und Hannover (1666–1726) – Sohn von Herzog Ernst August
- 1707 – Friedrich Wilhelm Fürst zu Hohenzollern-Hechingen (1663–1735) – ein Hohenzollern in habsburgischen Diensten
- 1707 – Maximilian Ludwig Graf Breuner (1643–1716)
- 1707 – Leopold von Herberstein (1655–1728)
- 1707 – Eberhard Ludwig Herzog von Württemberg (1676–1733) – Teilnehmer an der Schlacht bei Höchstädt 1704, Oberbefehlshaber der Rheinarmee, Reichsgeneralfeldmarschall
- 1707 – Wirich Philipp Graf Daun Fürst zu Thiano (1669–1741)
- 1708 – Johann Martin Freiherr Gschwindt von Pöckstein (1645–1721)
- 1708 – Johann Josef Graf Huyn (1637–1719)
- 1708 – Philipp Prinz zu Hessen-Darmstadt (1671–1736)
- 1709 – Johann Pálffy von Erdöd (1664–1751) – Palatin von Ungarn, Maria Theresias „Vater Pálffy“
- 1713 – Georg Wilhelm Markgraf von Bayreuth-Brandenburg-Kulmbach (1678–1726)
- 1713 – Albrecht Ernst II. Fürst zu Oettingen-Oettingen (1669–1731)
- 1715 – Don Francisco Colmenero Conde de Vaderios († 1715)
- 1715 – Carl Wilhelm Markgraf von Baden-Durlach (1679–1738)
- 1716 – Freiherr Heinrich Tobias von Haslingen (1649–1716)
- 1716 – Scipio Graf Bagni († 1721)
- 1716 – Annibale Marchese Visconti (1660–1747)
- 1717 – Johann Philipp Eugen Marquis Westerloo Graf von Merode (1674–1732)
- 1717 – Eberhard Friedrich von Neipperg (1655–1725)
- 1717 – Franz Sebastian von Thürheim (1665–1726)
- 1717 – Carl Alexander Herzog von Württemberg (1684–1737), Reichsgeneralfeldmarschall
- 1717 – Graf Alexander Otto von Velen (1657–1727)
- 1717 – Stephan Graf Stainville († 1720)
- 1717 – Carl Ernst von Rappach († 1719)
- 1717 – Don Luis de Borza Marques de Tarrazena († 1717)
- 1718 – Nikolaus VI. Graf Pálffy (1657–1732)
- 1720 – Don Fernando Pignatelli Duca de Hijar († 1720)
- 1723 – Ferdinand Albrecht Herzog von Braunschweig-Wolfenbüttel-Bevern (1680–1735), Reichsgeneralfeldmarschall
- 1723 – Johann Heinrich Bürkli (1647–1730), Freiherr von Hohenburg (Schweiz)
- 1723 – Adam Graf Kollonits (1651–1726)
- 1723 – Ladislaus Freiherr von Ebergényi († 1724)
- 1723 – Johann Graf Caraffa († 1743)
- 1723 – Maximilian Adam Graf Starhemberg († 1741)
- 1723 – Graf Herkules von Montecuccoli († 1735)
- 1723 – Claudius Florimund Mercy (1666–1734)
- 1723 – Hermann Graf von Hohenzollern (1665–1733)
- 1723 – Antonio Conte Sormani († 1723)
- 1723 – Lothar Joseph Graf Königsegg-Rothenfels (1673–1751) – Hofkriegsratspräsident 1736–1738
- 1723 – Hubert Dominik Du Saix d'Arnant († 1729)
- 1723 – Damian Johann Philipp Freiherr von Sickingen († 1730)
- 1723 – Johann Hieronymus Freiherr von und zum Jungen († 1732)
- 1723 – Johann Philipp Joseph Graf Harrach zu Rohrau (1678–1764) – Hofkriegsratspräsident 1739–1762
- 1723 – Don Antonio Conde Puebla de Portugalo († 1723)
- 1723 – Heinrich Wilhelm von Wilczek (1665–1739)
- 1723 – Don José Antonio Marqués de Ruby y Boxados († 1723)
- 1724 – Don Giuseppe Boneo Conte della Caromina († 1724)
- 1726 – Fabian Graf Wrangel (1651–1737)
- 1729 – Carl Rudolf Herzog von Württemberg-Neuenstadt (1667–1742)
- 1734 – Don Emanuel Infant von Portugal († 1766)
- 1736 – Theodor Fürst Lubomirski (1683–1745)
- 1737 – Leopold Philipp von Arenberg (1690–1754)
- 1737 – Friedrich Heinrich Graf von Seckendorf (1673–1763)
- 1737 – George Olivier Graf Wallis (1673–1744)
- 1737 – Ferdinand Maria Innozenz von Bayern (1699–1738) – Sohn des Kurfürsten Max Emanuel
- 1737 – Viktor Graf Philippi (1674–1739)
- 1737 – Ludwig Andreas von Khevenhüller (1683–1744) – einer der vier bedeutendsten Feldherrn Maria Theresias
- 1737 – Johann Christoph von Seherr-Thoß (1670–1743)
- 1737 – Franz Stephan Erbprinz von Lothringen (1708–1765) – der Gemahl Maria Theresias, 1737 Reichsgeneralfeldmarschall, ab 1745 als Franz I. Stephan römischer Kaiser
- 1740 – Carl Herzog von Lothringen (1712–1780)
- 1741 – Gundacker von Althan (1665–1747)
- 1741 – Heinrich Joseph Dietrich von Daun (1678–1761)
- 1741 – Kaspar Graf Cordova (1674–1756)
- 1741 – Johann Hermann Franz von Nesselrode (1671–1751)
- 1741 – Maximilian von Hessen-Kassel (1689–1753) – jüngerer Sohn des Landgrafen Karl
- 1741 – Ludwig Landgraf von Hessen-Darmstadt
- 1741 – Friedrich Ludwig Fürst von Hohenzollern-Hechingen (1688–1750)
- 1741 – Johann Jakob de Vasquez y de la Puente, Conde de Vasquez de Pinos (1681–1754)
- 1741 – Graf Otto Ferdinand von Abensperg und Traun (1677–1748) – der zweite der vier großen Theresianischen Heerführer
- 1741 – Reinhard Wilhelm Graf Neipperg (1684–1774)
- 1741 – Johann Georg Christian Fürst Lobkowitz (1686–1755) – Befehlshaber der kaiserlichen Armee in Italien, 1753 Gouverneur von Sizilien
- 1741 – Joseph Friedrich Prinz zu Sachsen-Hildburghausen (1702–1787), Reichsgeneralfeldmarschall
- 1741 – Joseph Graf Esterházy de Galantha (1682–1748)
- 1741 – Georg Emmerich Graf Csáky de Körösszegh und Adorján († 1741)
- 1741 – Alexander Graf Károlyi de Nagy-Károly (1669–1743)
- 1744 – Francesco Cavaliere Marulli († 1751)
- 1745 – Josef Wenzel I. Fürst von Liechtenstein (1696–1772) – Reorganisator der österr. Artillerie
- 1745 – Carl Joseph Fürst Batthyány (1697–1772)
- 1745 – Francesco Marqués de Los Rios (1689–1775)
- 1745 – Carl Hermann Graf O’Gilvy (1679–1751)
- 1745 – Franz Rudolf Graf von Hohenems (1686–1756)
- 1745 – Ernst Hartmann Freiherr von Diemar (1682–1754)
- 1746 – Karl August Friedrich zu Waldeck-Pyrmont (1704–1763)
- 1750 – Ludwig Ernst Prinz zu Braunschweig-Wolfenbüttel (1718–1788), Reichsgeneralfeldmarschall
- 1751 – Franz Graf Esterházy de Galantha (1683–1758)
- 1751 – Claudius Fürst de Ligne († 1766)
- 1754 – Ägydius Marchese de Roma († 1761)
- 1754 – Ferdinand Prinz de Ligne († 1757)
- 1754 – Franz Wenzel Graf Wallis (1696–1774)
- 1754 – Anton Otto Marchese Botta d’Adorno (1688–1774)
- 1754 – Wolfgang Siegmund Freiherr von Damnitz (1685–1755)
- 1754 – Carl Urban von Chanclos († 1761)
- 1754 – Johann August von Sachsen-Gotha-Altenburg (1704–1767), Reichsgeneralfeldmarschall
- 1754 – Paul Carl Pálffy-Daun von Erdöd († 1774)
- 1754 – Philipp Ludwig von Moltke († 1780)
- 1754 – Leopold Joseph Graf Daun (1705–1766) – Hofkriegsratspräsident 1762–1766, bedeutendster Feldherr Maria Theresias, Sieger von Kolin
- 1754 – Niklas Leopold von Salm-Salm (1701–1770)
- 1754 – Franz Ludwig von Sallaburg († 1758)
- 1754 – Graf Ulysses Browne de Camus (1705–1757) – starb an der bei der Verteidigung Prags erlittenen Verwundung
- 1754 – Siegmund Friedrich von Gaisruck († 1769)
- 1754 – Ferdinand Karl Gobert von Aspremont-Lynden (1689–1772)
- 1754 – Conde Giovanni Luca di Pallavicini (1697–1773)
- 1754 – Marchese Ascanio Guadagni († 1759)
- 1754 – Wilhelm von Pfalz-Gelnhausen (1701–1760)
- 1755 – Francesco III. Herzog von Modena (1698–1780)
- 1758 – Friedrich Michael Pfalzgraf am Rhein, Fürst von Zweibrücken (1724–1767), Reichsgeneralfeldmarschall
- 1758 – Christian Moritz Eugen Graf Königsegg-Rothenfels (1705–1778)
- 1758 – Graf Kajetan von Kolowrat-Krakowsky (1689–1769)[19]
- 1758 – Karl Gustav von Keuhl (1694–1758)
- 1758 – Franz Leopold von Nádasdy (1708–1783) – Feldherr im Siebenjährigen Krieg, Banus von Kroatien
- 1758 – Ernst Marschall auf Burgholzhausen (1692–1771)
- 1758 – Johann Baptist Serbelloni (1697–1778)
- 1758 – Paul Anton Fürst Esterházy de Galantha (1711–1762) – Feldherr im Dienst Maria Theresias; berief Haydn an seinen Hof
- 1760 – Anton Ignaz Graf Mercy d’Argenteau (1692–1767)
- 1760 – Leopold Graf Pálffy-Daun von Erdöd (1716–1773)[20]
- 1760 – Anton von Colloredo-Waldsee (1785)
- 1765 – Albert Herzog zu Sachsen-Teschen (1738–1822) – Schwiegersohn Maria Theresias, Begründer der „Albertina“, Reichsgeneralfeldmarschall
- 1766 – Karl Raimund Herzog zu Arenberg (1721–1778)
- 1766 – Franz Moritz von Lacy (1725–1801) – Hofkriegsratspräsident 1766–1774
- 1766 – Peter Leopold Erzherzog von Österreich (1747–1792), Großherzog von Toscana – ab 1790 Kaiser Leopold II.
- 1766 – Herkules Rainald Herzog von Modena (1727–1803)
- 1768 – August Georg Markgraf von Baden-Baden (1706–1771)
- 1769 – Christoph Prinz zu Baden-Durlach (1717–1789)
- 1770 – Nikolaus I. Joseph Fürst Esterházy von Galántha (1714–1790)
- 1772 – Ferdinand Karl Anton Erzherzog von Österreich (1754–1806)
- 1774 – Andreas Hadik von Futak (1710–1790) – Einnahme von Berlin am 16. Oktober 1757, Hofkriegsratspräsident 1774–1790
- 1778 – Friedrich Georg Heinrich von Wied-Runkel (1712–1779)
- 1778 – Gideon Ernst von Laudon (1717–1790) – der vierte der „Paladine“ Maria Theresias, der legendäre General Laudon
- 1778 – Franz de Paula (1726–1792)
- 1778 – Franz Ludwig von Thürheim (1710–1782)
- 1785 – Joseph Maria Karl von Lobkowitz (1725–1802)
- 1788 – Karl Clemens von Pellegrini (1720–1796)
- 1788 – Carl Borromäus Joseph von Liechtenstein (1730–1789)
- 1789 – Friedrich Josias von Sachsen-Coburg-Saalfeld (1737–1815), Reichsgeneralfeldmarschall
- 1789 – Michael Johann von Wallis (1732–1798) – Hofkriegsratspräsident 1791–1796
- 1789 – Joseph Colloredo-Mels und Wallsee (1735–1818)
- 1790 – Jakob Marchese Botta d’Adorno (1729–1803)
- 1790 – Blasius Columban Freiherr von Bender (1713–1798)
- 1790 – Friedrich August Herzog von Nassau-Usingen (1790–1806, 1815–1816; † 1816)
- 1792 – Ferdinand Erzherzog von Österreich, Großherzog von Toskana († 1824)
- 1795 – Carl Graf Clerfayt de Croix (1733–1798) – Feldherr in den Koalitionskriegen, Ehrengrab Hernalser Friedhof Wien
- 1795 – Dagobert Sigmund von Wurmser (1724–1797)
- 1796 – Friedrich Moritz von Nostitz-Rieneck (1728–1796) – Hofkriegsratspräsident 1796
- 1796 – Joseph Kinsky von Wchinitz und Tettau (1731–1804)
- 1799 – Alexander Wassiljewitsch Suworow (1730–1800), 1794 russischer Generalfeldmarschall und 1799 Generalissimus
- 1801 – Erzherzog Karl von Österreich-Teschen (1771–1847) – der Sieger von Aspern 1809, letzter Reichsgeneralfeldmarschall

### Feldmarschälle Österreichs/Österreich-Ungarns
Seit 1804 wurden die habsburgischen Feldmarschalle im neuen Kaisertum Österreich ernannt.

#### Kaisertum Österreich 1804–1867
- 24. Februar 1805 – Adam Kazimierz Czartoryski (1734–1823), seit 1764 in österreichischen Diensten, Vertreter Polens beim Wiener Kongress 1814/15
- 1. April 1805 – Herzog Ferdinand Friedrich August von Württemberg (1763–1834)
- 6. September 1808 – Joseph Anton Erzherzog von Österreich (1776–1847) – Palatin von Ungarn („Jószef nádor“)
- 6. September 1808 – Charles Joseph de Ligne (1735–1814) – der rosenrote Prinz
- 6. September 1808 – Joseph Alvinczy von Berberek (1735–1810) – Truppenführer in den Türken- und den Napoleonischen Kriegen
- 6. September 1808 – Joseph Johann Graf Ferraris (1726–1814) – Truppenführer in den Koalitionskriegen, Topograph
- 19. Dezember 1808 – Wenzel Graf Colloredo-Waldsee (1738–1822) – Hofkriegsratspräsident unter Erzherzog Carl
- 12. September 1809 – Heinrich von Bellegarde (1756–1845) – Hofkriegsratspräsident
- 12. September 1809 – Johann Karl Kolowrat-Krakowsky (1748–1816) – bedeutender Artillerieführer in den Napoleonischen Kriegen
- 12. September 1809 – Johann Fürst von und zu Liechtenstein (1760–1836) – Truppenführer bei Austerlitz, Aspern und Wagram
- 2. Oktober 1812 – Karl Philipp zu Schwarzenberg (1771–1820) – Befehlshaber der Verbündeten in der Völkerschlacht bei Leipzig am 16.–19. Oktober 1813
- 6. November 1814 – Georg Prince of Wales, Prinzregent von Großbritannien und Irland (1762–1830)
- 6. November 1814 – Friedrich August, Herzog von York und Albany (1763–1827)
- 15. Dezember 1814 – Wilhelm I. König der Niederlande (1772–1843)
- 16. November 1818 – Arthur Wellesley, 1. Duke of Wellington (1769–1852), britischer Feldmarschall
- 10. September 1824 – Heinrich XV. Reuß zu Greiz (1751–1825) – 1814/15 Vizekönig von Venezien-Lombardei
- 9. Januar 1826 – Camille Marquis de Lambertye (1746–1826)
- 18. September 1830 – Erzherzog Ferdinand Erzherzog von Österreich (1793–1875) – Kronprinz, 1835–1848 Kaiser von Österreich („Ferdinand der Gütige“)
- 18. September 1830 – Friedrich Franz Xaver von Hohenzollern-Hechingen (1757–1844) – Hofkriegsratspräsident
- 2. Juli 1833 – Christoph Freiherr von Lattermann (1753–1835)
- 17. September 1836 – Erzherzog Ferdinand Karl Erzherzog von Österreich-Este (1781–1850)
- 17. September 1836 – Johann Erzherzog von Österreich (1782–1859) – Reichsverweser 1848, der volkstümliche „steirische Prinz“
- 17. September 1836 – Josef Wenzel Radetzky von Radetz (1766–1858) – Vater Radetzky
- 4. November 1844 – Maximilian von Wimpffen (1770–1854) – Generalstabschef Erzherzog Carls bei Aspern 1809
- 28. November 1846 – Philipp Landgraf von Hessen-Homburg (1779–1846)
- 16. Juni 1848 – Ignaz Freiherr von Lederer (1769–1849)
- 17. Oktober 1848 – Alfred Fürst Windisch-Graetz (1787–1862) – bekämpfte die Revolution in Wien 1848
- 16. Oktober 1849 – Laval Graf Nugent von Westmeath (1777–1862), römischer Fürst – nahm 1815 Rom und Neapel ein, vom Papst zum Fürsten ernannt
- 30. Oktober 1850 – Iwan Fjodorowitsch Paskewitsch (1782–1856), 1830 russischer Generalfeldmarschall
- 10. September 1854 – Eugen Graf Wratislaw von Mittrowítz-Nettolitzky (1786–1867) – 1848 Korpskommandant unter Radetzky in Italien
- 12. Juli 1859 – Heinrich Freiherr von Hess (1788–1870) – Chef des General(quartiermeister)stabes 1840–1860
- 4. April 1863 – Albrecht Erzherzog von Österreich (1817–1895) – Sieger von Custozza am 24. Juni 1866, Generalinspektor des Heeres 1869–1895
- 19. Oktober 1867 – Edmund Fürst Schwarzenberg (1803–1873) – der letzte Feldmarschall im 19. Jahrhundert

Kragenspiegel

Marschallstab des Erzherzogs Friedrich von Österreich

#### Österreich-Ungarn 1867–1918
- 4. Mai 1900 – Wilhelm II. König von Preußen, Deutscher Kaiser (1859–1941)
- 1. Mai 1904 – Eduard VII. König von Großbritannien und Irland, Kaiser von Indien (1841–1910)
- 8. Dezember 1914 – Friedrich Erzherzog von Österreich (1856–1936) – Armeeoberkommandant 1914–1917
- 20. Januar 1916 – Ferdinand I. Zar von Bulgarien (1861–1948)
- 5. Mai 1916 – Anton Freiherr von Haus (1851–1917) – Oberbefehlshaber der k.u.k. Kriegsmarine 1916–1917 (Rangbezeichnung: Großadmiral)
- 23. November 1916 – Eugen Erzherzog von Österreich (1863–1954)
- 25. November 1916 – Franz Graf Conrad von Hötzendorf (1852–1925) – Chef des Generalstabs 1906–1911 und 1912–1917
- 5. August 1917 – Hermann Kövess von Kövesshaza (1854–1924)
- 5. November 1917 – Alexander Freiherr von Krobatin (1849–1933)
- 30. Januar 1918 – Franz Freiherr Rohr von Denta (1854–1927)
- 31. Januar 1918 – Eduard Freiherr von Böhm-Ermolli (1856–1941), 31. Oktober 1940 Charakter als deutscher Generalfeldmarschall
- 1. Februar 1918 – Svetozar Boroëvić von Bojna (1856–1920) – der Löwe vom Isonzo
- 19. Mai 1918 – Mehmed V. Großsultan des Osmanischen Reiches (1844–1918)
- 22. Oktober 1918 – Joseph Erzherzog von Österreich (1872–1962)

### Kurfürstentum und Königreich Bayern
- 1610 – Johann t’Serclaes von Tilly, Feldherr der Katholischen Liga
- 1622 – Freiherr Johann Jakob von Bronckhorst-Batenburg
- 1630 – Graf Gottfried Heinrich zu Pappenheim
- 1636 – Graf Johann Götz
- 1640 – Graf Joachim Christian von der Wahl
- 1643 – Freiherr Franz von Mercy
- 1645 – Graf Gottfried Huyn von Geleen
- 1647 – Graf Jost Maximilian von Bronckhorst-Gronsfeld
- 1648 – Freiherr Johann von Reuschenberg
- 1648 – Freiherr Adrian von Enkevort
- 1675 – Pfalzgraf Philipp Florinus von Pfalz-Sulzbach
- 1702 – Johann Baptist Graf von Arco
- 1741 – Graf Joseph Ignaz Törring zu Jettenbach
- 1742 – Reichsgraf Friedrich Heinrich von Seckendorff
- 1743 – Graf Maximilian Cajetan von Toerring-Seefeld
- 1743 – Prinz Ludwig Joseph d’Albert de Luynes von Grimbergen
- 1771 – Graf Joseph Piosasque de Non
- 1814 – Fürst Carl Philipp von Wrede
- 1841 – Prinz Karl von Bayern
- 1905 – Prinz Leopold von Bayern
- 1915 – Kaiser Wilhelm II.
- 1916 – Kronprinz Rupprecht von Bayern

### Kurpfalz
- 1703 – Graf Johann Ernst von Nassau-Weilburg
- 1753 – Prinz Friedrich Michael von Zweibrücken-Birkenfeld, Reichsgeneralfeldmarschall

### Kurfürstentum und Königreich Sachsen
- 21. Juni 1631 – Hans Georg von Arnim-Boitzenburg (1583–1641)
- 24. November 1632 – Herzog Franz Albrecht von Sachsen-Lauenburg (1598–1642)
- 19. Oktober 1638 – Rudolph von Marzin (auch Marazin)
- 1. Januar 1666 – Ernst Albrecht Freiherr von Eberstein (1605–1676)
- 28. August 1681 – Joachim Rüdiger Freiherr von der Goltz (1620–1688)
- 8. September 1688 – Heino Heinrich Graf von Flemming (1632–1706)
- 9. April 1691 – Hans Adam von Schöning (1641–1696)
- 10. Mai 1693 – Jeremias von Chauvet († 1696)
- 30. September 1697 – Graf Heinrich VI. Reuß zu Obergreiz (1649–1697)
- 27. August 1699 – Adam Heinrich Graf von Steinau († 1712)
- 3. Dezember 1706 – Georg Benedikt Freiherr von Ogilvy (1651–1710)
- 22. Februar 1712 – Jakob Heinrich Graf von Flemming (1667–1728)
- 17. April 1730 – August Christoph Graf von Wackerbarth (1662–1734)
- 26. November 1735 – Herzog Johann Adolf II. von Sachsen-Weißenfels (1685–1746)
- 11. Januar 1749 Friedrich August Graf Rutowski (1702–1764)
- 27. Juli 1763 – Johann Georg Chevalier de Saxe (von Sachsen) (1704–1774)
- 6. Januar 1775 – Prinz Friedrich Heinrich Eugen von Anhalt-Dessau (1705–1781)
- 11. Juli 1871 – Kronprinz Albert (später König) von Sachsen (1828–1902)
- 15. Juni 1888 – Prinz Georg (später König) von Sachsen (1832–1904)

### Kurhannover
- 1685 – Jeremias von Chauvet († 1696) – Feldmarschall der cellischen Truppen
- 1689 – Heinrich von Podewils (1615–1696) – Feldmarschall der calenbergischen Truppen
- 14. September 1728 – Freiherr Cuno Josua von Bülow (1658–1733)
- 10. April 1763 – August Friedrich von Spörcken (1698–1776)
- 17. Februar 1778 – Christian Ludwig von Hardenberg (1700–1781)
- 20. April 1784 – Johann Wilhelm von Reden (1717–1801)
- 26. Februar 1793 – Wilhelm von Freytag (1720–1798)
- 2. Mai 1798 – Reichsgraf Johann Ludwig von Wallmoden-Gimborn (1736–1811)
- 21. Juni 1813 – Herzog Arthur Wellington (1769–1852)
- 26. November 1813 – Herzog Adolf Friedrich von Cambridge (1774–1850)
- 8. April 1831 – Herzog Wilhelm von Braunschweig (1806–1884)

### Kurbrandenburg und Preußen

#### Der Große Kurfürst

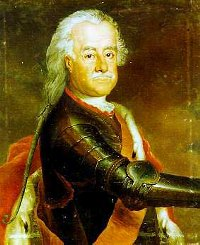
Leopold I. von Anhalt-Dessau

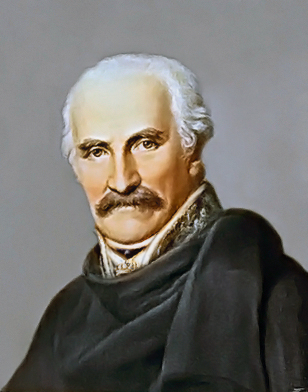
Gebhard Leberecht von Blücher

Generalfeldmarschall Prinz Friedrich Karl von Preußen

- 26. Juni 1657 – Freiherr Otto Christoph von Sparr (1599–1668), der erste in der Reihe der kurbrandenburgischen und preußischen Feldmarschalle
- 24. Januar 1670 – Fürst Johann Georg II. von Anhalt-Dessau (1627–1693), Statthalter der Kurmark Brandenburg, Vater Leopolds I., des „alten Dessauers“
- 18. Februar 1670 – Reichsfreiherr Georg von Derfflinger (1606–1695), schlug in der Schlacht von Fehrbellin die Schweden
- 28. Juni 1675 – Landgraf Friedrich II. von Hessen-Homburg „mit dem silbernen Bein“ (1633–1708), kämpfte mit Derfflinger bei Fehrbellin und inspirierte Heinrich von Kleist zu seinem Drama Der Prinz von Homburg
- 1. Mai 1688 – Hans Adam von Schöning (1641–1696), brandenburgischer und sächsischer (1691) Feldmarschall, der Türkenbesieger

#### Kurfürst Friedrich III. / König Friedrich I.
- 12. März 1691 – Alexander Freiherr von Spaen (1619–1692), brandenburgischer Feldmarschall
- 16. April 1691 – Heino Heinrich Graf von Flemming (1632–1706), seit 1681 kursächsischer Generalfeldmarschall, später in brandenburgischen Diensten, Gouverneur von Berlin
- 11. Januar 1696 – Johann Albrecht Reichsgraf von Barfus (1635–1704)
- 23. März 1706 – Alexander Hermann Reichsgraf und Graf von Wartensleben (1650–1734), seit 1702 in preußischen Diensten, Gouverneur von Berlin
- 2. Dezember 1712 – Fürst Leopold I. von Anhalt-Dessau (1676–1747), „der alte Dessauer“, Heerführer und Militärreformer, wurde 1712 preußischer Generalfeldmarschall und 1733 zum Reichsfeldmarschall ernannt

#### Friedrich Wilhelm I.
- 27. Februar 1713 – Graf Philipp Karl von Wylich und Lottum (1650–1719)
- 5. September 1713 – Alexander Burggraf und Graf zu Dohna-Schlobitten (1661–1728), Oberhofmeister des Kurprinzen und nachmaligen Königs Friedrich Wilhelm I.
- 3. Juni 1728 – Dubislaw Gneomar von Natzmer (1654–1739)
- 2. Mai 1733 – Albrecht Konrad Graf Finck von Finckenstein (1660–1735), preußischer Generalfeldmarschall und Prinzenerzieher
- 15. Juli 1737 – Friedrich Wilhelm von Grumbkow (1678–1739), Berater und Vertrauter König Friedrich Wilhelms I., Mitglied des Tabakskollegiums
- 16. Juli 1737 – Adrian Bernhard von Borcke (1668–1741), auch der Pommernmarschall genannt
- 5. August 1739 – Erhard Ernst von Röder (1665–1743)

#### Friedrich II.
- 29. Juni 1740 – Hans Heinrich Graf von Katte (1681–1741), Gouverneur von Kolberg; Vater des 1730 in Küstrin hingerichteten Leutnants Hans Hermann von Katte
- 31. Juli 1740 – Kurt Christoph Graf von Schwerin (1684–1757), Heerführer in den Schlesischen Kriegen
- 3. Juni 1741 – Caspar Otto von Glasenapp (1664–1747), Gouverneur von Berlin
- 12. Juni 1741 – Samuel Reichsgraf von Schmettau (1684–1751), 1741 österreichischer Generalfeldmarschall, trat später in preußische Dienste, Kurator der Preußischen Akademie der Wissenschaften
- 16. Mai 1742 – Fürst Christian August von Anhalt-Zerbst (1690–1747), Vater der russischen Zarin Katharina II.
- 17. Mai 1742 – Erbprinz Leopold von Anhalt-Dessau (1700–1751), Heerführer im Ersten Schlesischen Krieg, Sohn Leopolds I., des „alten Dessauers“
- 15. Januar 1745 – Friedrich Wilhelm von Dossow (1669–1758), Gouverneur von Wesel
- 16. Januar 1745 – Wilhelm Dietrich von Buddenbrock (1672–1757), Kavallerieführer in der Schlacht bei Hohenfriedeberg
- 16. Mai 1747 – Joachim Christoph von Jeetze (1673–1752), Korpskommandeur im Ersten und Zweiten Schlesischen Krieg
- 24. Mai 1747 – Henning Alexander von Kleist (1676–1749), Armeeführer in den Schlesischen Kriegen Friedrichs II., Gouverneur von Kolberg
- 24. Mai 1747 – Christoph Wilhelm von Kalckstein (1682–1759), Militärpädagoge und Prinzenerzieher
- 24. Mai 1747 – Friedrich Ludwig zu Dohna-Carwinden (1697–1749), preußischer Diplomat
- 18. September 1747 – James Keith (1696–1758), Schotte in Preußens Diensten, einer der fähigsten Generale seiner Zeit und Freund Friedrich II.
- 22. Januar 1751 – Johann von Lehwaldt (1685–1768)
- 21. Dezember 1751 – Friedrich Leopold Graf von Geßler (1688–1762), berühmt wegen einer Reiterattacke bei Hohenfriedberg
- 5. Dezember 1757 – Prinz Moritz von Anhalt-Dessau (1712–1760), vierter Sohn des „alten Dessauers“
- 14. Dezember 1758 – Prinz Ferdinand von Braunschweig-Wolfenbüttel (1721–1792), einer der großen Feldherren der friderizianischen Epoche, Bruder der Königin

#### Friedrich Wilhelm II.
- 1. Januar 1787 – Herzog Karl Wilhelm Ferdinand von Braunschweig-Wolfenbüttel (1735–1806), 1806 als Oberbefehlshaber der preußischen Armee reaktiviert, tödlich verwundet in der Schlacht bei Jena und Auerstedt
- 17. August 1793 – Wichard von Möllendorff (1724–1816), Oberbefehlshaber über die preußischen Truppen im Krieg gegen das revolutionäre Frankreich

#### Friedrich Wilhelm III.
- 20. Mai 1798 – Alexander von Knobelsdorff (1723–1799)
- 17. August 1805 – Wilhelm Magnus von Brünneck (1727–1817)
- 22. Juli 1807 – Wilhelm René de l’Homme de Courbière (1733–1811)
- 22. Juli 1807 – Friedrich Adolf Graf von Kalckreuth (1737–1818)
- 19. Oktober 1813 – Gebhard Leberecht von Blücher, Fürst von Wahlstatt (1742–1819), „Marschall Vorwärts“, Oberbefehlshaber der preußischen Armee in der Schlacht von Waterloo
- 16. November 1818 – Arthur Wellesley, Herzog von Wellington (1769–1852); britischer Feldmarschall, beim Abzug des ihm bis dahin unterstellten preußischen Besatzungskontingents aus Frankreich und in Anerkennung seiner Leistung als Feldherr.
- 5. Mai 1821 – Johann David Ludwig Graf Yorck von Wartenburg (1759–1830), Kommandeur des preußischen Korps bei Napoleons Russlandfeldzug 1812, Beteiligter an der Konvention von Tauroggen
- 5. Mai 1821 – Friedrich Graf Kleist von Nollendorf (1762–1823)
- 18. Juni 1825 – August Graf Neidhardt von Gneisenau (1760–1831), preußischer Militärreformer, Blüchers Stabschef 1813–1815
- 6. Februar 1839 – Hans Ernst Karl Graf von Zieten (1770–1848), Husarengeneral, Kommandeur der Oberschlesischen Kavalleriebrigade unter Blücher

#### Friedrich Wilhelm IV.
- 5. Oktober 1847 – Karl Freiherr von Müffling, gen. Weiß (1775–1851), Militärschriftsteller und Geodät, war während der Befreiungskriege Blüchers Verbindungsoffizier in Wellingtons Stab, erfand 1813 den Namen „Völkerschlacht“
- 7. Oktober 1847 – Hermann von Boyen (1771–1848), preußischer Militärreformer und Kriegsminister
- 9. Oktober 1847 – Karl Friedrich von dem Knesebeck (1768–1848), preußischer General und Staatsmann
- 14. März 1854 – Friedrich Burggraf und Graf zu Dohna-Schlobitten (1784–1859), preußischer General, kämpfte bei Waterloo, Schwiegersohn Scharnhorsts
- 15. August 1856 – Friedrich Graf von Wrangel „Papa Wrangel“ (1784–1877), volkstümlicher preußischer Heerführer, Gouverneur von Berlin, schlug 1848 die Revolution ohne Blutvergießen nieder; war der erste lebende preußische Feldmarschall, der anlässlich seiner Erhebung in diesen Rang (1857) einen Marschallstab von seinem Souverän, König Friedrich Wilhelm IV., übersandt bekam.

#### Wilhelm I.
- 28. Oktober 1870 – Prinz Friedrich Karl Nikolaus von Preußen (1828–1885), Neffe Kaiser Wilhelms I., Heerführer in den deutschen Einigungskriegen, Inspekteur der preußischen Kavallerie, auch kaiserlich-russischer Generalfeldmarschall
- 28. Oktober 1870 – Kronprinz Friedrich Wilhelm von Preußen (1831–1888), Heerführer im Deutsch-Französischen Krieg, Deutscher Kaiser und König von Preußen 1888
- 8. April 1871 – Eberhard Herwarth von Bittenfeld (1796–1884)
- 8. April 1871 – Karl Friedrich von Steinmetz (1796–1877)
- 18. April 1871 – Helmuth Graf von Moltke (1800–1891), Chef des Generalstabs der Armee (Großer Generalstab)
- 11. Juli 1871 – Kronprinz Albert von Sachsen (1828–1902), seit 1873 König von Sachsen
- 1. Januar 1873 – Albrecht Graf von Roon (1803–1879), preußischer Kriegs- und zugleich Marineminister, Ministerpräsident
- 19. September 1873 – Edwin Freiherr von Manteuffel (1809–1885), Chef des Militärkabinetts, Statthalter in Elsaß-Lothringen

#### Friedrich III.
- 12. März 1888 – Leonhard Graf von Blumenthal (1810–1900),
- 15. März 1888 – Prinz Georg von Sachsen (1832–1904), seit 1902 König von Sachsen

#### Wilhelm II.
- 19. Juni 1888 – Prinz Albrecht von Preußen (1837–1906)
- 27. Februar 1895 – Kaiser Franz Joseph I. von Österreich (1830–1916) -- Verleihung des Marschallstabes
- 6. Mai 1900 – Alfred Graf von Waldersee (1832–1904), Oberbefehlshaber der internationalen Interventionstruppen zur Niederschlagung des Boxeraufstandes
- 1. Januar 1905 – Graf Gottlieb von Haeseler (1836–1919),
- 1. Januar 1905 – Wilhelm von Hahnke (1833–1912)
- 1. Januar 1905 – Walter Freiherr von Loë (1828–1908), der einzige katholische Generalfeldmarschall in der preußischen Armee
- 9. September 1906 (bis 1915) – Prinz Arthur, Duke of Connaught and Strathearn (1850–1942), dritter Sohn der Königin Victoria, britischer Feldmarschall seit 1902, Generalinspekteur der britischen Truppen
- 20. April 1909 – König Karl I. von Rumänien, Prinz von Hohenzollern (1839–1914) -- Verleihung des Marschallstabes
- 1. Januar 1911 – Max von Bock und Polach (1842–1915)
- 1. Januar 1911 – Alfred Graf von Schlieffen (1833–1913), Chef des Generalstabs der Armee
- 1. Januar 1911 – Colmar Freiherr von der Goltz (1843–1916), „Goltz-Pascha“, Militärberater und Armeeführer im Osmanischen Reich, Generalgouverneur von Belgien
- 16. Mai 1911 (bis 1915) – König Georg V. von Großbritannien und Irland (1865–1936) -- Verleihung des Marschallstabes
- 11. September 1912 – König Friedrich August III. von Sachsen (1865–1932) -- Verleihung des Marschallstabes
- 2. November 1914 – Paul von Hindenburg (1847–1934), Chef der 3. OHL, 1925 Reichspräsident
- 27. Januar 1915 – Karl von Bülow (1846–1921), Oberbefehlshaber der 2. Armee im Ersten Weltkrieg
- 22. Juni 1915 – Erzherzog Friedrich von Österreich, Herzog von Teschen (1856–1936), Armee-Oberkommandant der k.u.k. Streitkräfte
- 22. Juni 1915 – August von Mackensen (1849–1945), Oberbefehlshaber einer Heeresgruppe im Osten im Ersten Weltkrieg
- 26. Juni 1915 – König Ludwig III. von Bayern (1845–1921)
- 18. Januar 1916 – Zar Ferdinand I. von Bulgarien (1861–1948)
- 1. Februar 1916 – Mehmed V. (1844–1918), Sultan der Osmanen
- 23. Juli 1916 – König Wilhelm II. von Württemberg (1848–1921)
- 1. August 1916 – Kronprinz Rupprecht von Bayern (1869–1955), Oberbefehlshaber einer Heeresgruppe im Westen im Ersten Weltkrieg
- 1. August 1916 – Prinz Leopold von Bayern (1846–1930), Oberbefehlshaber einer Heeresgruppe im Osten im Ersten Weltkrieg, später Oberbefehlshaber Ost
- 1. August 1916 – Herzog Albrecht von Württemberg (1865–1939), Oberbefehlshaber einer Heeresgruppe im Westen im Ersten Weltkrieg
- 8. August 1916 – König Konstantin I. von Griechenland (1868–1923)
- 26. November 1916 – Franz Freiherr Conrad von Hötzendorf (1852–1925), österreichisch-ungarischer Feldmarschall (1916), österreichischer Generalstabschef im Ersten Weltkrieg
- 12. Februar 1917 – Kaiser Karl I. von Österreich (1887–1922)
- 18. Dezember 1917 – Hermann von Eichhorn (1848–1918, Attentat), Oberbefehlshaber einer Heeresgruppe im Osten im Ersten Weltkrieg
- 31. Dezember 1917 – Remus von Woyrsch (1847–1920), Oberbefehlshaber einer Heeresgruppe im Osten im Ersten Weltkrieg

Anmerkung: ausländische Monarchen, die Chef eines preußischen Regiments waren, trugen die Rangabzeichen, die dem Range entsprachen, den sie in ihrer eigenen Armee innehatten.

### Deutsches Reich 1933 bis 1945

#### Heer

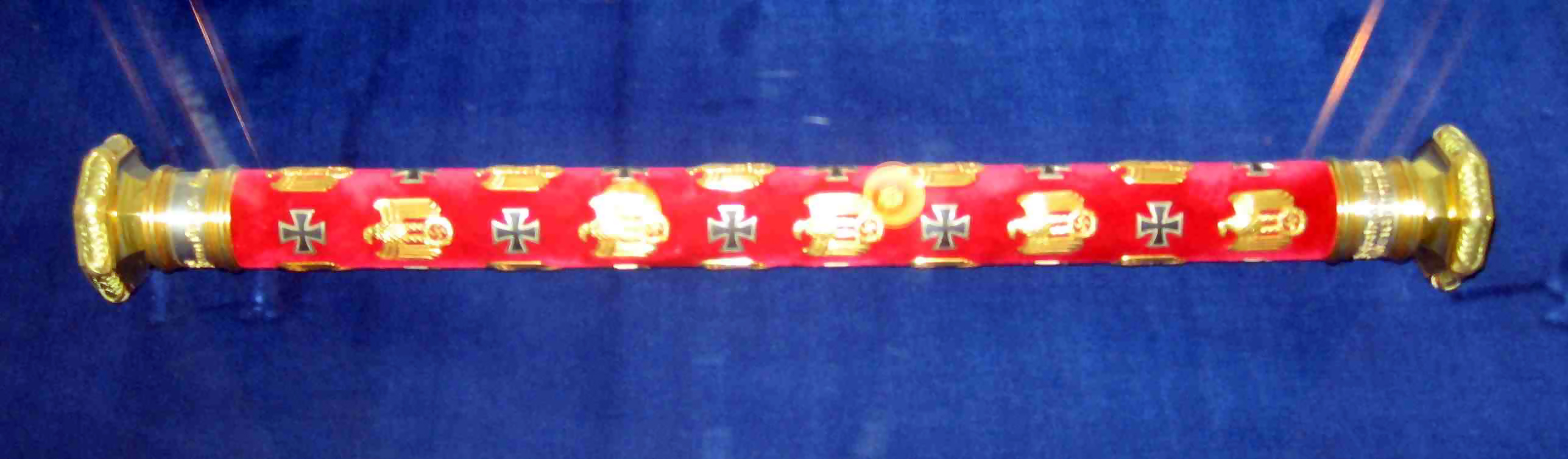
Marschallstab des Heeres

Schulterstück 1936–1942

Kragenpatte 1942–1945

1. 20. April 1936 – Werner von Blomberg (1878–1946), Reichswehrminister 1933–1935, Reichskriegsminister 1935–1938
2. 19. Juli 1940 – Walther von Brauchitsch (1881–1948), Oberbefehlshaber des Heeres 1938–1941
3. 19. Juli 1940 – Wilhelm Keitel (1882–1946, hingerichtet), Chef des Oberkommandos der Wehrmacht 1938–1945
4. 19. Juli 1940 – Gerd von Rundstedt (1875–1953), Oberbefehlshaber West und der Heeresgruppen Süd und A 1939–1945
5. 19. Juli 1940 – Fedor von Bock (1880–1945, gefallen), Oberbefehlshaber der Heeresgruppen Nord, B, Mitte und Süd 1939–1942
6. 19. Juli 1940 – Wilhelm Ritter von Leeb (1876–1956), Oberbefehlshaber der Heeresgruppen C und Nord 1939–1942
7. 19. Juli 1940 – Wilhelm List (1880–1971), Oberbefehlshaber der Heeresgruppe A 1942
8. 19. Juli 1940 – Günther von Kluge (1882–1944, Suizid), Oberbefehlshaber West und der Heeresgruppen Mitte und B 1941–1944
9. 19. Juli 1940 – Erwin von Witzleben (1881–1944, hingerichtet), Oberbefehlshaber West und der Heeresgruppe D 1940–1942
10. 19. Juli 1940 – Walter von Reichenau (1884–1942, Schlaganfall), Oberbefehlshaber der Heeresgruppe Süd 1941–1942
11. 31. Oktober 1940 – Eduard Freiherr von Böhm-Ermolli (1856–1941), österreichisch-ungarischer Feldmarschall, Armeeführer im Ersten Weltkrieg (Charakter eines deutschen Generalfeldmarschalls)
12. 22. Juni 1942 – Erwin Rommel, „der Wüstenfuchs“ (1891–1944, zum Suizid gezwungen), für die Eroberung Tobruks als Oberbefehlshaber der Panzerarmee Afrika, Oberbefehlshaber der Heeresgruppen Afrika und B 1943–1944
13. 30. Juni 1942 – Georg von Küchler (1881–1968), Oberbefehlshaber der Heeresgruppe Nord 1942–1944
14. 30. Juni 1942 – Erich von Manstein (1887–1973), für die Eroberung Sewastopols als Befehlshaber der 11. Armee, Heeresgruppenführer
15. 29. Januar 1943 – Friedrich Paulus (1890–1957), Armeeführer der 6. Armee in der Schlacht von Stalingrad
16. 1. Februar 1943 – Ewald von Kleist (1881–1954), Panzergruppenführer, Heeresgruppenführer
17. 1. Februar 1943 – Maximilian Reichsfreiherr von Weichs (1881–1954), Heeresgruppenführer
18. 1. Februar 1943 – Ernst Busch (1885–1945), Heeresgruppenführer
19. 1. März 1944 – Walter Model (1891–1945, Suizid), Heeresgruppenführer
20. 5. April 1945 – Ferdinand Schörner (1892–1973), Heeresgruppenführer

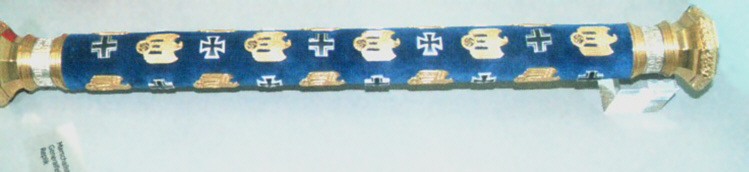
Marschallstab der Luftwaffe

#### Luftwaffe

Kragenspiegel

1. 4. Februar 1938 – Hermann Göring (1893–1946, Suizid), Oberbefehlshaber der Luftwaffe (Ernennung zum Reichsmarschall am 19. Juli 1940)
2. 19. Juli 1940 – Albert Kesselring (1885–1960), Oberbefehlshaber der Luftflotte 2, ab 1941 Oberbefehlshaber Süd bzw. Süd-West bzw. C
3. 19. Juli 1940 – Erhard Milch (1892–1972), Generalinspekteur der Luftwaffe
4. 19. Juli 1940 – Hugo Sperrle (1885–1953), Oberbefehlshaber der Luftflotte 3
5. 16. Februar 1943 – Wolfram Freiherr von Richthofen (1895–1945), Oberbefehlshaber der Luftflotte 4
6. 25. April 1945 – Robert Ritter von Greim (1892–1945, Suizid), Oberbefehlshaber der Luftflotte 6, ab 26. April 1945 Oberbefehlshaber der Luftwaffe

#### Kriegsmarine

Großadmiral

1. 1. April 1939 – Erich Raeder (1876–1960), Oberbefehlshaber der Kriegsmarine bis Januar 1943, dann Generalinspekteur der Marine (Rangbezeichnung: Großadmiral)
2. 31. Januar 1943 – Karl Dönitz (1891–1980), Oberbefehlshaber der Kriegsmarine (Rangbezeichnung: Großadmiral)